# Danuta Stenka
Danuta Stenka, född 10 oktober 1961 i Sierakowice, Kassubien, Pomorze, Polen, är en polsk skådespelare. Hon har bland annat medverkat i filmen Katyń från 2007 i regi av Andrzej Wajda.

## Filmografi i urval
- 1995 - Łagodna - służąca Łukiera
- 1995 -  Prowokator - Marta Moraczewska
- 1996 -  Odwiedź mnie we śnie - Alicja Jaworska
- 1997 -  Cudze szczęście - Anna Kowalska
- 2001 - Quo vadis - Pomponia Grecyna
- 2002 - Chopin. Pragnienie miłości - George Sand
- 2004 - Nigdy w życiu ! - Judyta Kozłowska
- 2007 - Katyń  - Róża , żona generała
- 2008 - Jeszcze raz - Anna Krzyżańska
- 2010 - Ciacho - Urszula
- 2014 - Kamienie na szaniec - Zdzisława Bytnarowa, matka "Rudego"